# Leuc
Leuc – miejscowość i gmina we Francji, w regionie Oksytania, w departamencie Aude. Przez miejscowość przepływa rzeka Lauquet. 
Według danych na rok 1990 gminę zamieszkiwało 629 osób, a gęstość zaludnienia wynosiła 56 osób/km² (wśród 1545 gmin Langwedocji-Roussillon Leuc plasuje się na 455. miejscu pod względem liczby ludności, natomiast pod względem powierzchni na miejscu 690.).

## Zabytki
Zabytki w miejscowości posiadające status Monument historique:
- kaplica Saint-Laurent (Chapelle Saint-Laurent)
- zamek w Leuc (Château de Leuc)